# Аман, Сохаил
Сохаил Аман (англ. Sohail Aman; род. 1959) — главный маршал авиации пакистанских военно-воздушных сил, занимал должность начальника штаба военно-воздушных сил Пакистана с 19 марта 2015 по 18 марта 2018 года.

## Биография
Сохаил Аман выпускник Школы боевых командиров, Военно-воздушного колледжа и Королевского колледжа оборонных исследований (Великобритания). Имеет степень магистра в области международных исследований Королевского колледжа Великобритании и степень магистра стратегических исследований Военно-воздушного колледжа. В ноябре 1980 года вступил в ряды военно-воздушных сил Пакистана. В разные годы командовал эскадрильей истребителей и руководил Школой боевых командиров. Дослужился до звания главного маршала авиации, занимал должность начальника штаба ВВС (2015—2018).